# Nakodar

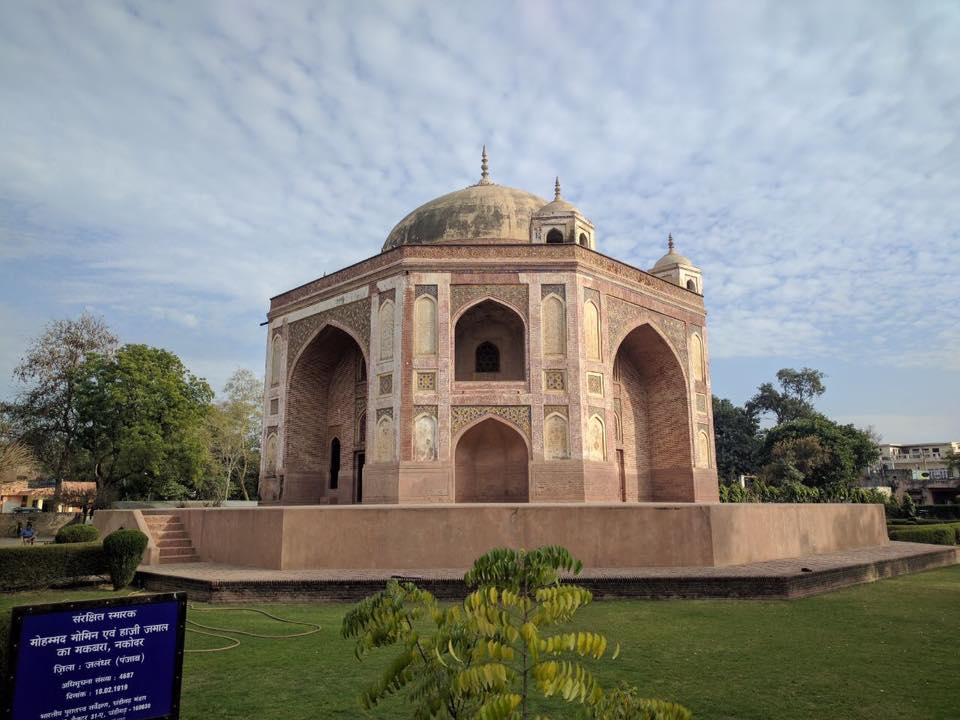
Tomb of Mohammad Momin and Haji Jamal, 01

Nakodar là một thành phố và là nơi đặt hội đồng đô thị (municipal council) của quận Jalandhar thuộc bang Punjab, Ấn Độ.

## Địa lý
Nakodar có vị trí 31°08′B 75°28′Đ / 31,13°B 75,47°Đ Nó có độ cao trung bình là 223 mét (731 foot).

## Nhân khẩu
Theo điều tra dân số năm 2001 của Ấn Độ, Nakodar có dân số 31.422 người. Phái nam chiếm 53% tổng số dân và phái nữ chiếm 47%. Nakodar có tỷ lệ 73% biết đọc biết viết, cao hơn tỷ lệ trung bình toàn quốc là 59,5%: tỷ lệ cho phái nam là 77%, và tỷ lệ cho phái nữ là 69%. Tại Nakodar, 11% dân số nhỏ hơn 6 tuổi.